# Edmar Castañeda
Edmar Castañeda (ur. 31 marca 1978 w Bogocie w Kolumbii) – kolumbijski harfista jazzowy.
Jest liderem zespołu Edmar Castañeda Trio, w którym gra razem z Davidem Sillimanem (instrumenty perkusyjne) oraz Marshallem Gilkesem (puzon). Gra także z Andrea Tierra Quartet.
W 2006 r. wydał swoją pierwszą solową płytę „Cuarto de Colores”.